# Melitaea yagei
Melitaea yagei är en fjärilsart som beskrevs av Nire 1917. Melitaea yagei ingår i släktet Melitaea och familjen praktfjärilar. Inga underarter finns listade i Catalogue of Life.